# 赤神諒
赤神 諒（あかがみ りょう、1972年 - ）は、日本の小説家、法学者、弁護士。上智大学大学院法学研究科教授。日本学術会議会員。法学博士。本名は、越智敏裕。法学者としての専門は環境法、行政法。法学者としての著書として「環境訴訟法」（日本評論社）がある。

## 来歴
京都府生まれ。祖父は同志社女子大学学長を務めた英文学者の越智文雄。
同志社高等学校から同志社大学文学部英文科に進み、大学3年在学中の1992年に同年度試験の最年少合格者として旧司法試験に合格。
司法修習48期、東京弁護士会に登録。東京大学大学院法学政治学研究科修士課程修了。フルブライト奨学生として、カリフォルニア大学バークレー校ロースクールに留学した後に、上智大学大学院法学研究科博士後期課程（環境法専攻）単位取得退学。
2006年に「アメリカ環境訴訟における訴訟対象」で博士（法学）（上智大学）の学位を取得。
専門は、環境法・行政法。日本弁護士連合会会長等を務めた小林元治弁護士は親友。
2017年に『大友二階崩れ』（受賞時タイトル『義と愛と』）で、第9回日経小説大賞を受賞し作家デビュー。2023年から日本学術会議会員。

## 受賞・候補
太字は受賞
- 2014年『猛き名をとどめん』で第21回松本清張賞候補[5]
- 2017年『丹生島城の聖将』で第12回小説現代長編新人賞候補[6]
- 2017年『義と愛と』で第9回日経小説大賞受賞
- 2019年『醉象の流儀 朝倉盛衰記』で第8回日本歴史時代作家協会賞（作品賞）候補[7]
- 2019年『酔象の流儀 朝倉盛衰記』で第25回中山義秀文学賞候補[8]
- 2020年『空貝 村上水軍の神姫』で第9回日本歴史時代作家協会賞（作品賞）候補[9]
- 2021年『計策師 甲駿相三国同盟異聞』で第23回大藪春彦賞候補[10]
- 2022年『はぐれ鴉』で第12回本屋が選ぶ時代小説大賞候補[11]
- 2023年『はぐれ鴉』で第25回大藪春彦賞受賞[12]
- 2024年『佐渡絢爛』で第14回本屋が選ぶ時代小説大賞受賞[13]

## 作品
- 『大友二階崩れ』（日本経済新聞出版社、2018年2月21日）ISBN 978-4532171469
- 『大友の聖将』（角川春樹事務所、2018年7月14日）ISBN 978-4758413268
- 『大友落月記』（日本経済新聞出版社、2018年9月12日）ISBN 978-4532171476（『大友二階崩れ』の続編）（講談社文庫、2021年5月）ISBN 978-4065230640
- 「表裏比興の者たち」（講談社、2018年10月18日）ISBN 978-4065135297（『決戦！設楽原』所収の短編、主人公は真田昌輝）
- 『神遊の城』（講談社、2018年12月14日）ISBN 978-4065140253（文庫書下ろし）
- 『酔象の流儀 朝倉盛衰記』（講談社、2018年12月18日）ISBN 978-4-06-514035-2（講談社文庫、2020年12月15日）ISBN 978-4065218754
- 『戦神』（角川春樹事務所、2019年4月16日）ISBN 978-4758413350
- 『妙麟』（光文社、2019年7月17日）ISBN 978-4334912963
- 『計策師 甲駿相三国同盟異聞』（朝日新聞出版、2019年10月7日）ISBN 978-4022516404
- 『空貝 村上水軍の神姫』（講談社、2020年1月29日）ISBN 978-4065183489（講談社文庫、2022年1月14日）
- 『北前船用心棒 赤穂ノ湊 犬侍見参』（小学館、2020年3月6日）ISBN 978-4094067491（文庫書下ろし）
- 『立花三将伝』（講談社、2020年4月29日）ISBN 9784065192740
- 『太陽の門』（日本経済新聞出版社、2021年5月19日）ISBN　978-4-532-17162-9
- 『仁王の本願』（KADOKAWA、2021年12月22日）ISBN　978-4-04-111341-7
- 「恋真珠」（講談社文庫、2022年2月15日）（アンソロジー『読んで旅する鎌倉時代』所収の短編。主人公は八重姫。）ISBN　978-4-06-526983-1
- 『はぐれ鴉』（集英社、2022年7月5日）ISBN　978-4-08-771802-7
- 『友よ』（KADOKAWA、2022年12月8日）ISBN　978-4-569-85360-4
- 「百声の砦」（『神遊の城』のサイドストーリー）（『読楽』徳間書店、2023年5月号）
- 『誾（ぎん）』（光文社、2023年9月）ISBN　978-4-334-10054-4
- 『火山に馳す：浅間大変秘抄』（KADOKAWA、2023年12月）ISBN　978-4-04-114432-9
- 『佐渡絢爛』（徳間書店、2024年3月）ISBN　978-4-19-865810-6
- 『碧血の碑』（小学館、2024年10月）ISBN　978-4-09-386737-5
- 『我、演ず』（朝日新聞出版、2025年6月）ISBN　978-4-02-252061-6

## 連載
- 『梟の眼』（小説現代2020年9月号から2021年1月号）
- 『誾ーGIN―』（大分合同新聞にて連載）
- 『佐渡絢爛』（新潟日報にて連載中）

## エッセイほか
- 「大友家・二階崩れの変◆父の殺害に、宗麟はどこまで関与していたのか」（歴史街道2018年9月号）
- 「恋愛未遂」（小説トリッパー 2018年冬号< 私のTRIP体験 >）
- 「○活」（小説すばる 2019年2月号）
- 「復讐を選んだ女武将」（小説宝石 2019年8月号）
- 「二刀流こぼれ話」（大分合同新聞2020年4月～）